# Louvigny (Calvados)
Louvigny – miejscowość i gmina we Francji, w regionie Normandia, w departamencie Calvados.
Według danych na rok 1990 gminę zamieszkiwały 1712 osoby, a gęstość zaludnienia wynosiła 304 osoby/km² (wśród 1815 gmin Dolnej Normandii Louvigny plasuje się na 122. miejscu pod względem liczby ludności, natomiast pod względem powierzchni na miejscu 830.).